# ソープボックス
ソープボックス（Soapbox）は、エンジン等の動力を持たず、原則として重力のみを動力源として走行する車両、またはそれを用いて行うレース。動力を持たない車両によるレースではあるが、一般的にはモータースポーツの一種に分類される。
英語圏ではソープボックス以外にボックスカート（Box Cart）、またはGravity racerなど複数の呼称が存在し、日本でも「ソープボックス」「ボックスカート」の名称が混在して使われているが、本稿では便宜上「ソープボックス」の表記で統一する。

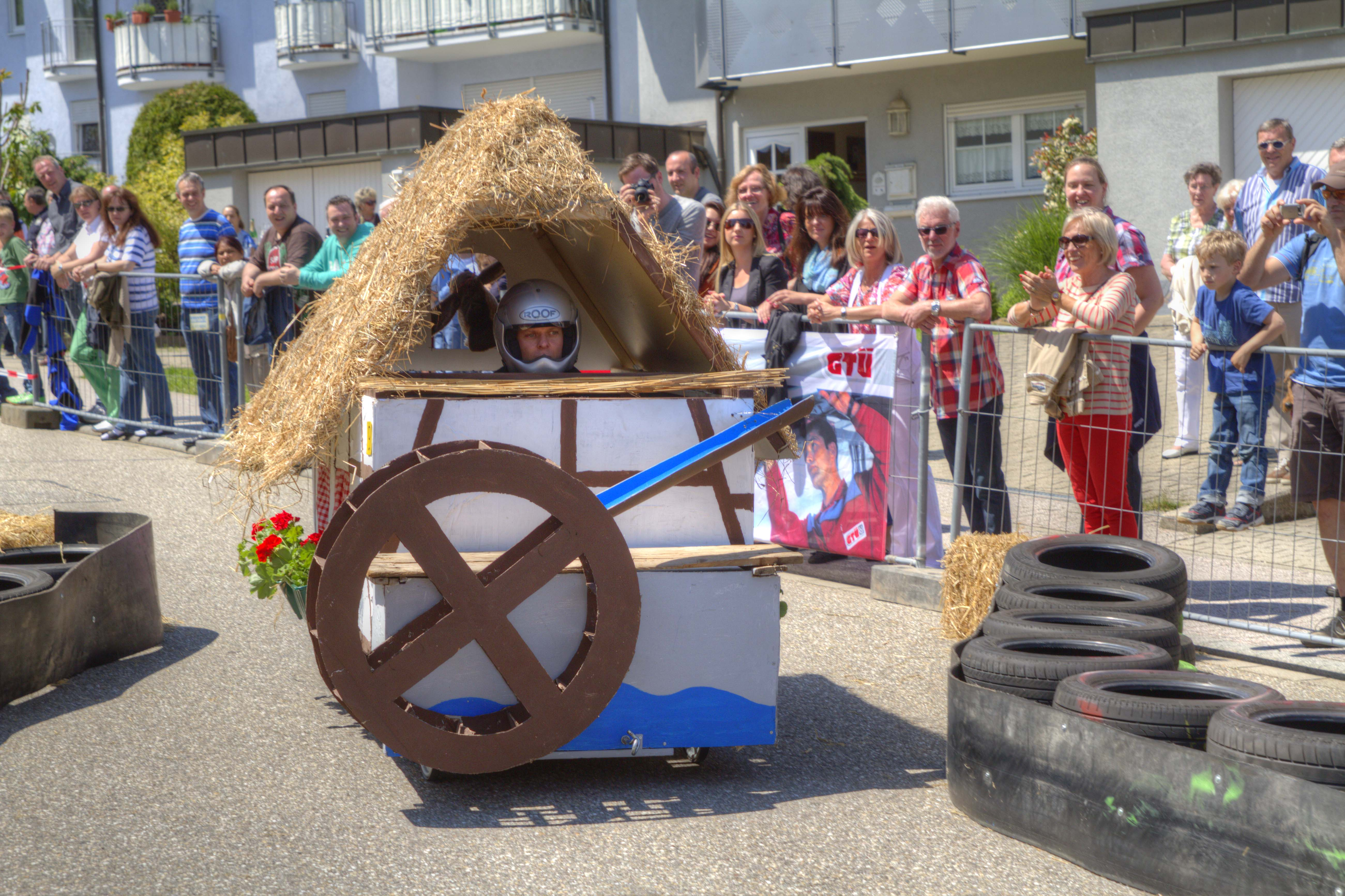
Völkersbach

## 概要
基本的には動力を持たないカートで、一人乗りの四輪車として製作されることが多い。競技としては坂道の上から下り道を走行するが、動力は重力と、スタート時にチームメンバーがカートを押すことで得られる推進力のみのため、いかにロスなくコースを走行するかが競技の鍵を握る。
競技に参加する車両はチームメンバーにより自作されたものを使うのが一般的で、多くの競技会では走行性能（走破タイム）以外に見た目やパフォーマンス・オリジナリティなどに対する採点を行い、それらの総合点で順位を競う。そのため走行性能を度外視し見た目優先で製作された車両も多く競技に参加している。
なお、ソープボックス（石鹸箱）とは、石鹸などの乾物を問屋から小売店まで運ぶために使われる木製の箱のことである。

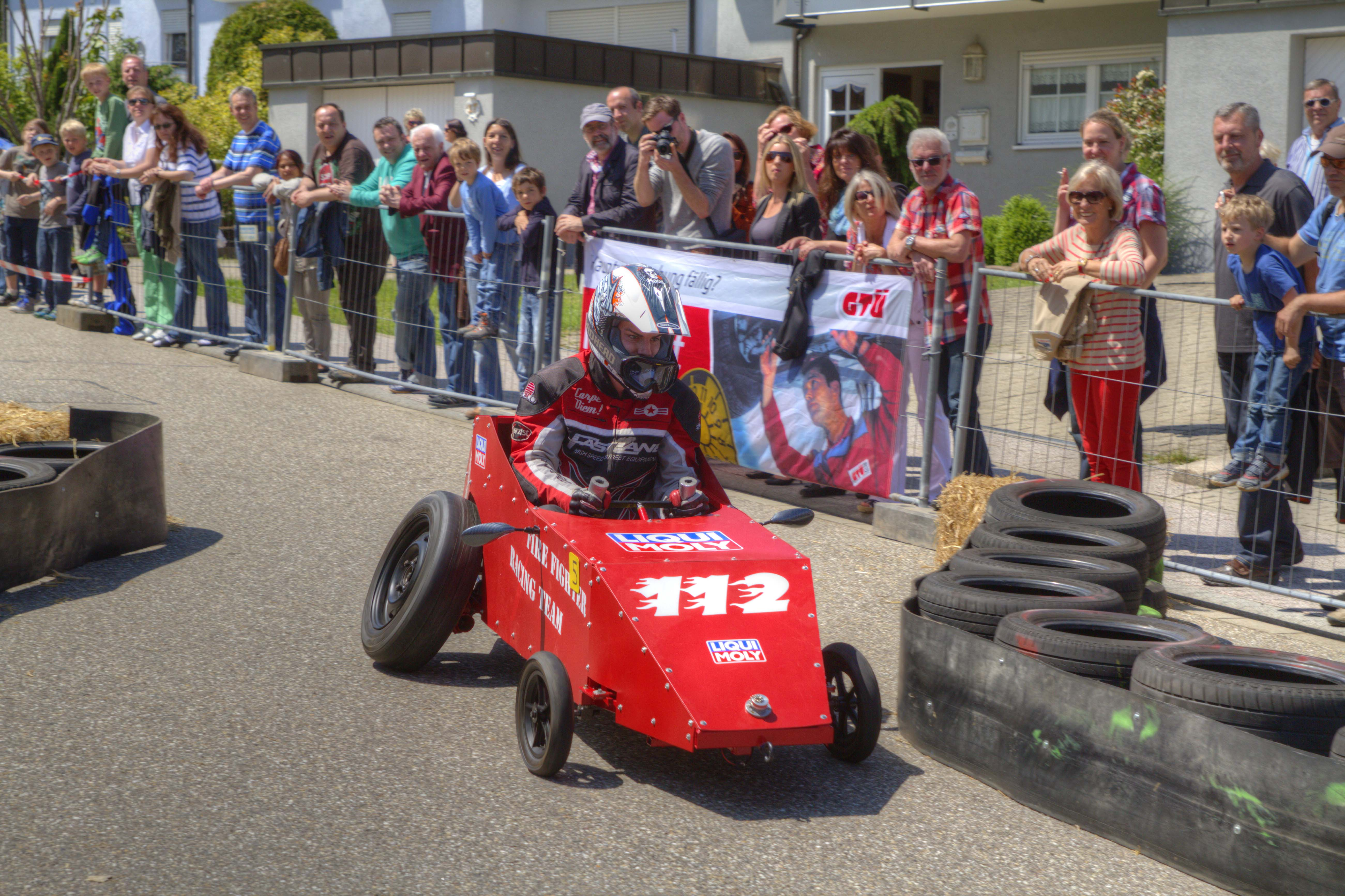
Völkersbach

## 歴史
欧米では20世紀初頭から動力を持たない自作車両を用いたレースが行われていたと見られている。1934年にはアメリカ・オハイオ州アクロンで初の「ソープボックスダービー」（Soap Box Derby）が行われ、以後同大会は毎年開催されソープボックス界の全米選手権的存在となった。グッドウッド・フェスティバル・オブ・スピードでも2000年から2004年にかけてソープボックスレースが開催されている。
日本では2001年に「ソープボックスダービー日本グランプリ」が初めて開催され、2003年には関谷正徳・横溝直輝が中心となり「特定非営利活動法人日本ソープボックスダービー」を設立。以後毎年春に同団体主催による日本グランプリが開催されている。またモータースポーツジャパンでも2009年よりソープボックスレース「MSJグランプリ」が行われているほか、同年には「レッドブル・ボックスカート・レース（Red Bull Box Cart Race）」が日本で初開催された。